# ST-V

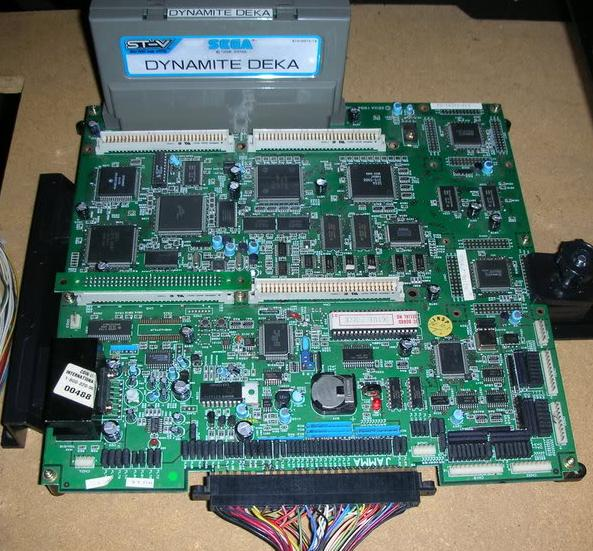
ST-V

ST-V（エスティーブイ）は、セガ（後のセガ・インタラクティブ）が発売したアーケードゲーム基板であり、セガ社員の石川雅美が開発した。

## 概要
基板名の『ST-V』は「Sega Titan Videogame system」（セガ・タイタン・ビデオゲームシステム）の略であり、「タイタン」は開発当時のコードネームである。土星（=Saturn、サターン）の衛星であるタイタン（Titan）の名が示す通り、セガサターンとの互換性を持つ。本基板で開発、発売されたゲームはセガサターンに移植が容易かつ非常に高い移植度を実現しやすく、移植されたゲームも多い。
CPUにSH-2、サウンド用として68EC000が使われており、ソフトはロムカートリッジで供給されるが、「スポーツフィッシング」など一部CD-ROMに対応した作品もあった。ネオジオを意識してカセットを何本も差してゲームを選択できる設計になっておりオプションのアダプタで対応させる予定があったが実際にはリリースされなかった。ST-V用のロムカートリッジをセガサターンに用いることはできない。メディアにロムカートリッジを用いた設計と、別途でディスクドライブを追加できる設計は、共に後のセガの次世代アーケード基板NAOMI（ドリームキャスト互換）にも受け継がれた。
部品調達難に伴い、2017年3月31日を以って修理サポートが終了した。

## 主なタイトル
- スポーツフィッシング[5][6]
- ゴールデンアックス・ザ・デュエル[7][8]
- ばくばくアニマル[9][10]
- バーチャファイターリミックス[10]
- エジホン探偵事務所[11]
- ファイナルアーチ（英語版）[12][11]
- スポーツフィッシング2（英語版）[13][11]
- タタコット[14][15]
- サンドア〜ル[16][15]
- ファンキーヘッドボクサーズ（英語版）[17][18]
- バーチャファイターキッズ[19][20]
- ペブルビーチ ザ・グレートショット[20]
- デカスリート[21][22]
- カラオケクイズイントロDON!DON![20]
- ダイナマイト刑事[23][22]
- マジカル頭脳パワー[24]
- ぷよぷよSUN[25][26][27][24]
- コラムス'97[28][29]
- 紫炎龍[29]
- ウインターヒート[30][31][32]
- 花組対戦コラムス[26][30][32]
- 全日本プロレス フィーチャリングバーチャ[33]
- マルちゃん deグー!![33]
- 対戦タントアールサシっす!![34][35]
- レイディアントシルバーガン[36][37]
- ストレスバスターズ[38]
- アストラスーパースターズ
- オセロしようよ
- ガーディアンフォース
- グルーヴ・オン・ファイト
- コットン2[30]
- コットンブーメラン
- シーバスフィッシング
- 上海 -万里の長城-
- 水滸演武
- スティープスロープスライダーズ
- 全国制服美少女グランプリファインドラブ
- 蒼穹紅蓮隊[39]
- 団地でクイズ
- 団地で花札
- テクモワールドカップ'98
- 闘龍伝説エランドール
- バーチャル麻雀
- バーチャル麻雀IIマイフェアレディ
- バットマンフォーエバー
- ファイナルアーチ
- ファイナルファイト リベンジ
- プリクラ大作戦
- プリント倶楽部2シリーズ[26]
- プロ麻雀極S
- まうすけのオジャマざわーるど

## その他
- C2ボードの後継として、エレメカやメダルゲームの液晶部にも使われている。